# Yèvre
L'Yèvre è un fiume francese, affluente di destra dello Cher.

## Etimologia
L’idronimo viene dall’antico *Avara, che si ritrova nel nome latino di Bourges, Avaricum, e che si è evoluto in *Avra, quindi *Ievra.

## Geografia
Nasce poco a nord di Gron, nel dipartimento dello Cher, e si dirige a sud-ovest fino ad Avord, dove vira ad ovest. A Savigny-en-Septaine riceve l’Airain, a Moulins-sur-Yèvre l’Ouatier, a Saint-Germain-du-Puy il Langis e l’Auron a Bourges. In seguito prosegue verso nord-ovest, allineandosi progressivamente allo Cher, finché non vi si getta a Vierzon. In questo ultimo tratto i principali affluenti sono il Moulon, il Colon ed il Barangeon.